# London Underground Limited
A London Underground Limited (LUL) é uma empresa subsidiária da Transport for London, criada em 1985 pelo governo do Reino Unido para administrar o Metro de Londres. Desde 2003, a LUL tem sido uma subsidiária integral da Transport for London (TfL), a corporação responsável pela maioria dos aspectos do sistema de transportes que serve a Grande Londres, que é dirigida por um quadro e um comissário, escolhidos pelo Prefeito de Londres.